# Voce (Madame)
Voce è un singolo della cantante italiana Madame, pubblicato il 3 marzo 2021 come quarto estratto dal primo album in studio Madame.

## Descrizione
Il brano è stato eseguito per la prima volta in gara al Festival di Sanremo 2021 la sera del 2 marzo. Nella serata finale del 6 marzo il brano si classifica all'ottava posizione e vince sia il premio Sergio Bardotti per il miglior testo che il Premio Lunezia per il valore musical-letterario.
Il 13 luglio 2021 il brano è stato premiato con la Targa Tenco alla miglior canzone originale.

## Video musicale
Il video, diretto da Attilio Cusani, è stato pubblicato contestualmente all'uscita del singolo attraverso il canale YouTube della cantante.

## Tracce
Testo di Madame, musiche di Madame, Estremo e Dardust.
Download digitale
1. Voce – 3:31

7"
- Lato A

1. Voce (Acoustic Version) (Amazon Original)

- Lato B

1. Voce (Acoustic Version) (Amazon Original) (Instrumental)

## Classifiche

### Classifiche settimanali
| Classifica (2021) | Posizione massima |
| ----------------- | ----------------- |
| Italia            | 2                 |
| Svizzera          | 92                |

### Classifiche di fine anno
| Classifica (2021) | Posizione |
| ----------------- | --------- |
| Italia            | 10        |